# Mausoleopsis flavomaculata
Mausoleopsis flavomaculata är en skalbaggsart som beskrevs av Achille Raffray 1877. Mausoleopsis flavomaculata ingår i släktet Mausoleopsis och familjen Cetoniidae. Inga underarter finns listade i Catalogue of Life.